# Hanabiramochi
Le hanabiramochi (葩餅) est une pâtisserie japonaise traditionnelle (wagashi) à base de mochi (pâte de riz). Ce petit gâteau est généralement consommé en début d’année et servi lors de la cérémonie du thé du Nouvel An japonais.

## Origine
Le nom hanabiramochi signifie littéralement « mochi de pétale de fleur ». La forme originale du nom est hishihanabira, un dessert autrefois couramment mangé par la famille impériale japonaise à Kyoto pendant l'Époque de Heian (794-1185). Le hishihanabira était alors fourré à la bardane, au porc, au daikon (radis japonais), à la gourde et à l’ayu. Le gâteau était consommé lors d’une cérémonie appelée Ha kateme (歯固め儀式), visant à garantir santé et longue vie à l’empereur et à sa famille. « Ha kateme » signifie littéralement « durcissement des dents » ; la croyance était en effet que la consommation d’aliments durs fortifiait les dents et donc également le reste du corps des individus. Lors de la cérémonie, la famille impériale consommait également de la viande de cerf, de l’ayu séché et de la gourde (considérés comme des aliments durs).
La création du hanabiramochi tel qu’on le connaît aujourd’hui remonte à l'ère Meiji (1868-1912). Le directeur de l'école Urasenke, une des écoles de la cérémonie du thé japonaise, reçut la permission spéciale d’utiliser des hanabiramochi pour la Hatsu gama, la première cérémonie du thé de l’année.

## Forme et garniture
La forme du hanabiramochi est strictement définie par la tradition japonaise. La pâte de riz blanche est plate et ronde, et repliée de façon à former un demi-cercle. À l’intérieur du mochi se trouve de l’anko, une pâte de haricot azuki sucrée. Au centre du gâteau doit se trouver une fine branche de gobo (bardane) qui dépasse du mochi des deux côtés. On doit pouvoir distinguer une légère teinte rosée au travers de la pâte de riz, en raison d’une couche de hishimochi rose, un autre type de mochi, découpé de forme de diamant.

## Symbolisme
La couleur rouge/rosée visible au travers du mochi évoque le bourgeon de la prune japonaise (ume) qui représente la pureté, la persévérance et le renouveau associé à la nouvelle année. Le gobo représente l’ayu, un poisson endémique à l’Asie de l’Est et une prière pour une longue vie.